# هيرتيشت
هيرتيشت هي بلدية تقع في إقليم أرجيش في رومانيا.